# Колбушовски окръг
Колбушовски окръг (на полски: Powiat kolbuszowski) е окръг в Югоизточна Полша, Подкарпатско войводство. Заема площ от 773,17 км2.
Административен център е град Колбушова.

## География
Окръгът се намира в историческия регион Малополша. Разположен е в северозападната част на войводството.

## Население
Населението на окръга възлиза на 62 846 души (2012 г.). Гъстотата е 81 души/км2.

## Административно деление
Административно окръгът е разделен на 6 общини.
Градско-селска община:
- Община Колбушова

Селски общини:
- Община Джиковец
- Община Майдан Крулевски
- Община Нивиска
- Община Ранижов
- Община Цмоляс